# Sondermunitionslager Arnsberg-Holzen
Das Sondermunitionslager Arnsberg-Holzen befand sich auf dem Spulberg bei Holzen, einem Ortsteil von Arnsberg, Hochsauerlandkreis. Hier wurden ab den 1960er Jahren von den NATO-Partnern, insbesondere Kanada und Großbritannien, Sprengköpfe für Kurzstreckenraketen des Typs Honest John gelagert (Gefechtskopf W-31). Zuständig für die Nuklearsprengköpfe war unter anderem die 1. SSM Battery, die einzige kanadische Einheit, die mit Atomwaffen ausgestattet war. Weitere Sprengköpfe wurden von Briten gelagert, die in Menden stationiert waren. Das Kommando hatte das 69th US Army Missile Support Detachment in Hemer.
Nachdem die militärische Nutzung geendet hatte, wurden die militärischen Bauwerke abgerissen. Heute befindet sich auf dem eingezäunten Gelände Solaranlagen.